# Calolydella concinna
Calolydella concinna là một loài ruồi trong họ Tachinidae.